# Johnnie Johnson
Pour les articles homonymes, voir Johnson.
Johnnie Johnson (né le 8 juillet 1924 à Fairmont aux États-Unis et mort le 13 avril 2005 à Saint-Louis (Missouri) aux États-Unis), est un pianiste de blues américain.

## Biographie
Après avoir servi dans les U.S Marines en 1943, Johnson se rend à Chicago, puis à St-Louis au Cosmopolitan Club où il engage un jeune guitariste nommé Chuck Berry, dont il lancera la carrière.
C'est Muddy Waters qui leur permit d'enregistrer chez Chess en 1955. 
Dans les années 1960, Johnnie Johnson travaille entre autres pour Albert King ; il n'enregistre son 1er album solo qu'en 1991 et joue enfin sous son propre nom, en particulier au prestigieux Chicago blues Festival.
Il apparait dans le film Hail! Hail! Rock 'n Roll de Taylor Hackford en 1987.

## Discographie

### Disques personnels
- 1991 : Johnnie B. Bad (Warner) avec Eric Clapton, Keith Richards...
- 1991 : Rockin' eighty-eights (Modern Blues recordings) avec Jimmy Vaughn and Clayton Love
- 1993 : Blue hand Johnnie (Evidence Music) avec Oliver Sain
- 1993 : That'll work (Elektra) avec The Kentucky Headhunters et Jimmy Hall
- 1995 : Johnnie be back (MusicMasters) avec Buddy Guy, Al Kooper, John Sebastian...

### Participations
- 1977 : This stuff just kills me de Jerry McCain (Music Maker) avec John Primer
- 1988 : Talk is cheap de Keith Richards
- 1991 : Mr Lucky de John Lee Hooker

## Filmographie
Live at the Basement (Sydney Australia, avril 2003)